# IC 2660
IC 2660 је елиптична галаксија у сазвјежђу Лав која се налази на листи објеката дубоког неба у Индекс каталогу.
Деклинација објекта је + 12° 26' 12" а ректасцензија 11h 15m 28,4s. Привидна величина (магнитуда) објекта IC 2660 износи 15,2 а фотографска магнитуда 16,2.